# Aka Red
Aka Red (アカレッド, Aka Reddo) Es un personaje ficticio del universo de Super Sentai Series interpretado por el actor Tōru Furuya. Su nombre está formado por la palabra "Aka" que en japonés significa "rojo" y "Red" que en inglés también significa "rojo", de tal forma que su nombre podría traducirse como "Rojo-Rojo" o simplemente "Rojo". Aparece en varias películas especiales de la franquicia desde 2006 y como personaje secundario en Kaizoku Sentai Gokaiger (2011).

## Apariencia
Aka Red es un Ranger y es por ello que su traje guarda similitud con el resto de los otros Rangers. El color de su traje es rojo, con un cuello alto característico, y una "V" en su pecho con un color rojo más oscuro, letra característica que significa "sentai", porta un cinturón con un emblema de tres "X" dos pequeñas y una grande (xXx) que a su vez es 30 en números romanos, en la parte derecha de su pecho porta un emblema con el número 30, esto junto con las tres "X" en su cinturón posiblemente se deba a su primera aparición la realizó en la película GōGō Sentai Bōkenger vs. Super Sentai Series, en donde se celebraba el aniversario 30 de Super Sentai (más adelante dentro de la serie cambiaría al número 35 y su cinturón cambiaria a (XXXV) aunque también podría ser que se tratara de su dispositivo de transformación. Su casco además de poseer el color rojo tiene con una "V" en la frente en color dorado y detalles en dorado en forma de llamas que adornan alrededor de su visor que también es de color rojo (aunque la mayoría de los Super Sentai lo tienen negro).

## Historia

### Batalla contra Cronos
Dada su misteriosa y enigmática presencia algunos especulan que su existencia data desde mucho antes de los Goranger siendo este quizás el primer Ranger en existir. Su primera aparición la tuvo en la película GōGō Sentai Bōkenger vs. Super Sentai en donde junto a los Bōkenger y otros Super Sentai combatirían al Demonio Cronos, al final se le ve volando en el espacio y sosteniendo el "Super Sentai Address Book".

### Aventura con los Piratas
Cinco años más tarde aparecería por segunda vez en la serie Kaizoku Sentai Gokaiger como Capitán de los Akai Kaizoku (Piratas Rojos) pero esta vez su emblema con el número "30" cambiaría a "35" (esto sea debido a que se celebra el 35.º aniversario 35 de la serie), allí junto a su tripulación compuesta por Marvelous, a quien reclutó luego de derrotarlo en batalla y Basco da Jolokia viajarían de planeta en planeta recolectando las Ranger Key que se dispersaron por el universo luego de "La Guerra Legendaria" y de este modo encontrar "El Tesoro Más Grande del Universo", pero durante esa aventura sufrirían el ataque de la armada Zangyack, producto de la traición de Basco da Jolokia. Durante la pelea, Aka Red salvaría a Marvelous y le entregaría el cofre con las Ranger Key diciendo: "Nuestro viaje juntos termina aquí... ¡Vive por ambos! ¡Debes tener en tus manos el Tesoro Más Grande del Universo, sin importar como!".
Cerca del final de la serie, Basco le revela a Marvelous que AkaRed es de la tierra, y utilizó el tesoro más grande del universo como una excusa para recolectar las ranger keys y devolverlas a sus propietarios.
Fuera de todo lo mencionado, Aka Red guarda aún muchos misterios, se desconoce cual sea su verdadera identidad tras su máscara, como obtuvo sus poderes o si pertenece a algún Super Sentai en particular, son cosas que aún quedan por aclarar.

## Poderes y Armamento

### Soul Advent
De entre todos los Super Sentai, Aka Red, posee una rara y única habilidad que lo diferencia de sus demás compañeros y es la de transformarse en cualquier Ranger Rojo, no solo en copiar su apariencia sino también sus armas, técnicas y estilos de combate que posean estos. Esto lo logra tocando su emblema numérico en su pecho y diciendo la frase "Soul Calling" seguido del nombre del Guerrero Sentai al cual quiere transformase o simplemente girando sobre sí mismo. En la película GōGō Sentai Bōkenger vs. Super Sentai, logra transformase en Gao Red, Hurricane Red, Aba Red, Deka Red y Magi Red, pero solo usa en combate a Gao Red y Magi Red.

### Super Sentai Ball
Se trata de un ataque que tiene mucha similitud con el Goranger Storm (el ataque de los Goranger). Aka Red hace aparecer un balón y con ayuda de otros Rangers hace rebotar el balón pasándolo a sus compañeros para rematar en un tiro certero en contra del enemigo que en su mayoría de la veces explota al contacto con el balón.

### Super Sentai Soul
Durante la batalla entre los Bōkenger y Cronos, Aka Red usa su poder para transferir las energías de los otros Super Sentai allí presentes al Gattai Robo DaiBouken (Pasión,  justicia, valor, amor y  esperanza) y de esta forma realizarle una mejoría añadiéndole partes muy similares al atuendo de Aka Red (posiblemente sean partes de algún mecha que posea este).

### Armas
En cuanto a sus armas, únicamente se le ha visto usar una espada durante el periodo en que fue Capitán de los Aka Kaizoku, aunque transformado en otro Ranger este puede hacer uso de su armamento, como cuando se transformó en Gaored y Magired. También puede utilizar las armas de otros rangers rojos sin realizar cambios.